# Daniel 11

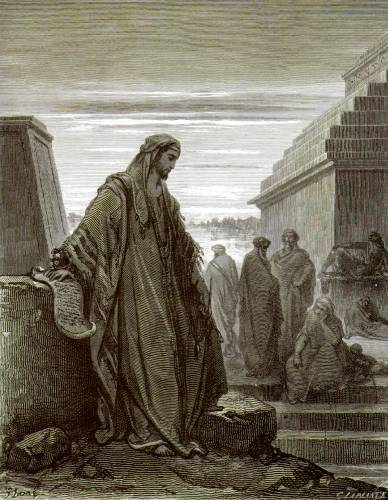
Le Prophète Daniel, gravure de Gustave Doré.

Les exégètes considèrent le chapitre 11 du livre de Daniel  comme correspondant aux évènements des IIIe et IIe siècles av. J.-C. qui ont opposé les Ptolémées (« le roi du Midi ») et les Séleucides pour le contrôle de la  Judée. Daniel 11:21-35 est consacré au roi Séleucide Antiochus IV Épiphane, sa montée au pouvoir, ses guerres contre l'Égypte, ses actions contre Jérusalem et plus particulièrement contre le Temple et le peuple juif. Daniel 11,3-39 est extrêmement précis et exact sur le plan historique.  Tous les conflits majeurs étant mentionnés dont la sixième guerre syrienne décrite avec beaucoup de détails.
Toutefois, les versets de Daniel 11,2 et 11,40-45  sont considérés comme non historiques. Il est largement admis parmi les exégètes que les vaticinia ex eventu (oracles d’après des évènements passés) cessent à partir de Daniel 11,39 et que les versets suivants sont d’authentiques prédictions qui ne décrivent pas correctement les évènements qui eurent lieu... Après avoir décrit l’abomination du dévastateur et la révolte des Maccabées, l’auteur prédit une nouvelle attaque venant d’Égypte dans laquelle Antiochus sera vainqueur et prendra possession de l’ensemble du territoire compris entre la Libye et l’Éthiopie (Daniel 11, 40-43). Il n’y a cependant, aucune preuve historique le confirmant. En fait Antiochus s’en alla en Arménie, à Babylone puis en Suse. Il est aussi affirmé qu’Antiochus mourra plantant ses tentes entre « les mers (la Méditerranée), vers la glorieuse et sainte montagne » (comprendre le mont Sion) après avoir conquis l’Égypte, la Libye et l’Éthiopie (v.45). Au contraire, Antiochus, mourut à Élam près de la Perse en Mésopotamie et non en Judée. Plus loin, Daniel 11,45 – 12,3 annonce une résurrection des morts, mais aucune source historique ne rapporte de tels faits après la mort d’Antiochus.  Les fondamentalistes affirment que les versets 40 – 45 du chapitre 11 se rapportent à Auguste César, Hérode Ier le Grand ou à l’Antéchrist à venir.

## Contexte

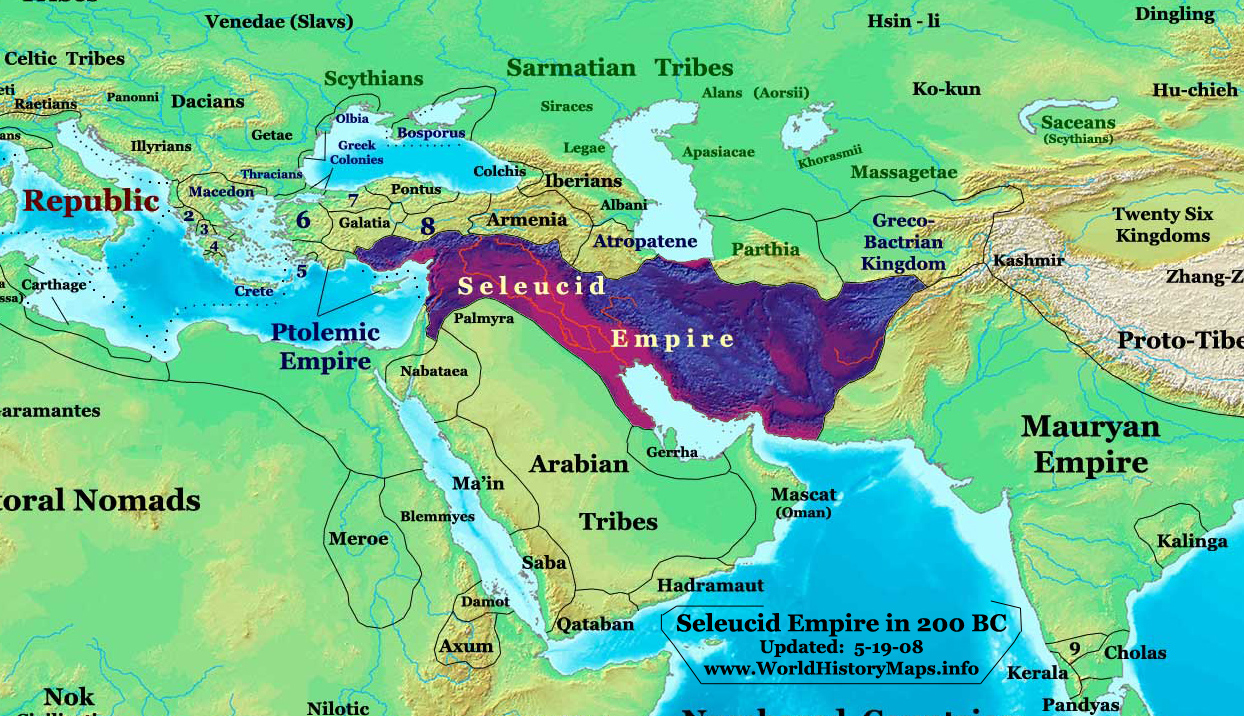
L'Empire séleucide en -200

L’époque hellénistique de l’histoire de la Judée commence en 332 av. J.-C. quand Alexandre le Grand conquiert la Perse. Après sa mort en 323 av. J.-C., son empire est divisé entre ses différents généraux, les Diadoques. La région de Judée est le théâtre d’âpres combats entre les successeurs de l’empire d’Alexandre, à savoir les satrapes de l’empire Séleucide et l'Égypte des Lagides (dite aussi « Égypte ptoléméenne »), durant les six guerres de Syrie du IIIe siècle av. J.-C. au Ier siècle av. J.-C. : « Après deux siècles de paix sous les Perses, l’État hébreu se retrouva à nouveau pris en étau au milieu des conflits de deux grands empires : au nord, les Séleucides avec leur capitale en Syrie et au Sud, les Lagides avec leur capitale en Égypte. Entre 319 et 302 av. J-C, Jérusalem a changé sept fois de régime politique. » ."  Dans un premier temps, la Judée est dirigée par les Lagides grecs, mais en [-198], l’empire hellène séleucide, sous Antiochus III dit le Grand, prend contrôle de la Judée. Au contact de la culture grecque, la société juive se divise entre les traditionalistes hostiles à l’évolution de la société et les hellénisants plus favorables au métissage culturel. Cette tension est aggravée par les crises au sein du pouvoir séleucide. Quand le grand-prêtre Simon II meurt en 175 av. J.-C., le conflit se cristallise entre les partisans de son fils Onias III (qui s’opposait à l’hellénisation et était favorable aux Lagides) et les partisans de son autre fils Jason (qui était favorable à l’hellénisation et qui favorisait les Séleucides). Une période d’intrigue politique s’ensuivit, durant laquelle les prêtres Jason et Ménélas (en) soudoyèrent le roi séleucide Antiochus IV Épiphane afin d’obtenir la position de grand-prêtre. En 170 av. J.-C., à l’instigation de Mélénas, le grand-prêtre Onias III est assassiné.
En 168 av. J.-C., alors qu’Antiochus est en Égypte, Jason dirige une attaque contre Ménélas pour reprendre la place du grand prêtre. Cela conduit à une brève guerre civile. Un nombre important de Juifs se rallient à Jason. En 167, le roi séleucide Antiochus IV Épiphane envahit la Judée, restaure Ménélas à sa place et en représailles de la rébellion met à sac le Temple. Il interdit les sacrifices rituels et installe un autel à Zeus ( « l'abomination du dévastateur », Daniel 11,31) dans le Temple. Jason s’échappe en Égypte. Antiochus IV impose un programme forcé d’hellénisation et par décret demande aux Juifs d'abandonner les pratiques essentielles de leur religion : le sacrifice juif est interdit, les fêtes et la circoncision sont mises hors-la-loi avec peine de mort pour ceux qui continuent à observer le Chabbat.
À ce moment Mattathias et ses cinq fils, Jean, Eléazar, Simon, Jonathan et Judas Maccabée, prêtres de la famille hasmonéenne, prennent le contrôle d’une révolte sanglante contre les Séleucides. À la suite de la mort d’Antiochus IV Épiphane en Élam, Judas libère Jérusalem en -164 et restaure les sacrifices du Temple. En 163 av. J.-C., Lysias, régent d’Antiochos V, tente de calmer la situation en Judée en garantissant aux Juifs une totale liberté de culte.

## Déroulement des évènements
Empire perse → Empire grec → Les royaumes séleucides → Antiochus IV Épiphane → Délivrance des Juifs pieux → Fin
1. Perses (Daniel 11,1-2)
2. Alexandre le Grand (Daniel 11,3-4)
3. Guerres entre les Séleucides et les Ptolémées
  1. Deuxième guerre de Syrie (Daniel 11,6)
  2. Troisième guerre de Syrie (Daniel 11,7-9)
  3. Quatrième guerre de Syrie(Daniel 11,10-14)
  4. Cinquième guerre de Syrie(Daniel 11,15-20)
4. Règne d’Antiochus Épiphane
  1. Sixième guerre de Syrie(Daniel 11,21-30)
  2. Déposition et meurtre du grand-prêtre  Onias III (Daniel 11,22)
  3. Traîtrise des Juifs Apostats, les Tobiades (Daniel 11,30)
  4. Profanation du Temple (Daniel 11:31)
  5. Persécution des Juifs fidèles (Daniel 11:33-35)
  6. Révolte Maccabéenne (Daniel 11,32-35)
  7. Mort d’Antiochus (Daniel 11,45)
5. Délivrance et résurrection des Juifs pieux, les Hassidéens(Daniel 11,45-12:13)
6. Fin

## Parallèles entre les chapitres 2, 7 et 8
Depuis le IIe siècle, les exégètes et les théologiens considèrent que les visions de Daniel 2 et Daniel 7 sont parallèles. De même, le chapitre 8 et le chapitre 11 sont en parallèle avec les deux premiers.
| Chapitre 11 | Chapitre 2 | Chapitre 7 | Chapitre 8 |
| --- | --- | --- | --- |
| Quatre rois se lèveront de Perse (11,2) | | Troisième bête est un léopard Il a quatre têtes (Daniel 8,2) | |
| Un roi puissant (Alexandre le Grand) (Daniel 11,3) Il dominera avec une grande puissance (Daniel 11,3) Son royaume se brisera et sera divisé vers les quatre vents des cieux (Daniel 11,4) | Le quatrième royaume sera un royaume divisé (Daniel 2,40-41) | | Le bouc/L'empire Grec (Daniel 8,21) Le bouc devint très grand (Daniel 8,8) Sa grande corne se brisa. Quatre grandes cornes s'élevèrent pour la remplacer, aux quatre vents des cieux .(Daniel 8,8) |
| Les rois du Midi et les rois du Nord (Lagides et Séleucides)(Daniel 11,5-20) La fille (Bérénice Syra) du roi du midi (Ptolémée II) viendra vers le roi du nord (Antiochos II) pour rétablir l'accord. Mais elle ne conservera pas la force du bras, et son bras ne subsistera point.(Daniel 11,6) Le roi du Septentrion (Nord) (Antiochos le Grand) conclura la paix avec le roi du midi (Ptolémée V); il lui donnera sa fille (Cléopâtre Ire) pour femme, dans l'intention d'amener sa ruine; mais cela n'aura pas lieu, et ne lui réussira pas.(Daniel 11,17) | Les pieds et les orteils en partie d'argile de potier et en partie de fer, ce royaume sera divisé.(Daniel 2,40-41) Ils se mêleront par des alliances humaines; mais ils ne seront point unis l'un à l'autre.(Daniel 2,43) | | |
| Un homme méprisé (Antiochus Épiphane): Un roi s'enorgueillissant et s'exaltant par-dessus tous les dieux (Daniel 11,36) Contre le Dieu des dieux il dira des choses inouïes (Daniel 11,36) Des forces viendront de sa part profaner le sanctuaire-citadelle, ils aboliront le sacrifice perpétuel, et y mettront l'abomination de la désolation (Daniel 11,31) Il reviendra et sévira furieusement contre l'Alliance sainte (Daniel 11,30) Il s'en viendra à son aise (Daniel 11,21) Il s'emparera du royaume par des intrigues (Daniel 11,21) Il agira en traître (Daniel 11,23) Il brisera le Prince de l’alliance (Onias III) (Daniel 11,22) Il agira comme jamais n'avaient agi ni ses pères ni les pères de ses pères (Daniel 11,24) | | Petite corne: Il proférera des paroles contre le Très-Haut (Daniel 7,25) Il persécutera les saints(Daniel 7,25) Il méditera de changer les temps et le droit (Daniel 7,25) Il a de plus grand air que les autres cornes (Daniel 7,20) | Petite corne: Il s'exalta même contre le Prince de l'armée (Daniel 8,11) Il abolit le sacrifice perpétuel (Daniel 8,11) Il sera plus fort que les autres (Daniel 8,24) Il détruira des puissants et le peuple des saints (Daniel 8,24) Il prospérera dans ses entreprises (Daniel 8,24) Il sera un maître de l’intrigue(Daniel 8,23) Il s'exaltera dans son cœur et détruira un grand nombre par surprise (Daniel 8,24) Il s'opposera au Prince des Princes (Daniel 8,25) |
| Il (personne méprisable) viendra à sa fin, et personne ne viendra le secourir (Daniel 11,45) | | Son pouvoir(petite corne) sera enlevé et détruit à jamais. (Daniel 7,26) | Il(petite corne) sera détruit, mais pas par les hommes(Daniel 8,25) |
| Ces paroles sont closes et scellées jusqu'au temps de la Fin(Daniel 11,45-12,7) | Fin du songe(Daniel 2,44) | Fin du récit(Daniel 7,28) | La vision des soirs et des matins a été dite(Daniel 8,26) |